# Бородієвич Остап
Остап Бородієвич (1883, с. Денисів, нині Купчинецька сільська громада, Тернопільський район, Тернопільська область  — 1920, м. Ярославль, Росія) — сотник УГА, ветеринарний референт Державного секретаріату військових справ. Старший брат письменниці Іванни Блажкевич.

## Життєпис

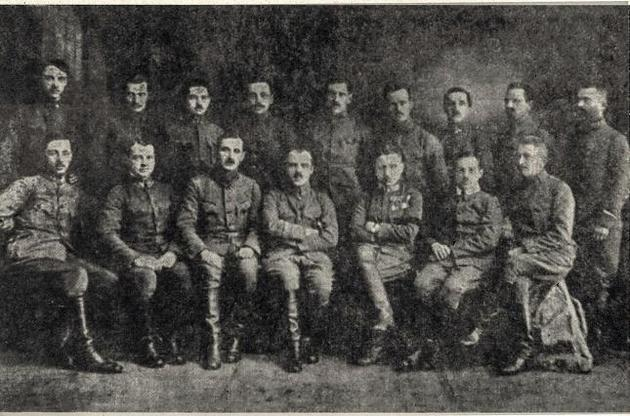
Державний секретаріат військових справ ЗУНР, лютий 1919.
Сидять зліва направо Володимир Бемко, Орест Підляшецький, Петро Бубела, Дмитро Вітовський, Ростислав-Едмунд Білас, Никифор Гірняк, Роман Шипайло.
Стоять зліва направо Нестор Гаморак, Юліан Буцманюк, Теодор Сивак, Гриць Герасимович, Остап Бородієвич, Семен Магаляс, Володимир Тимцюрак, Василь Панчак, Іван Боберський

Народився 1883 року в селі Денисів (нині Купчинецька сільська громада, Тернопільський район, Тернопільська область).
Закінчив Тернопільську гімназію, потім Львівську ветеринарну академію у 1908 році. 
Працював ветеринарним лікарем на Буковині. 
Під час Першої світової війни військовий ветеринарний лікар на фронті, офіцер армії Австро-Угорщини. 
Від листопада 1918 року ветеринарний референт Державного секретаріату військових справ ЗУНР, організатор і керівник ветеринарної служби УГА. 
У квітні 1920 року заарештований органами ВЧК, вивезений до підмосковного концтабору Кожухів, а у липні – до ярославльської тюрми ВЧК, де й загинув.

### Родина
- Сестра Іванни Блажкевич — відома дитяча письменниця.
- Брат Євген Бородієвич — сотник УГА, командир саперної сотні, письменник і перекладач.